# Hanna Lindholm

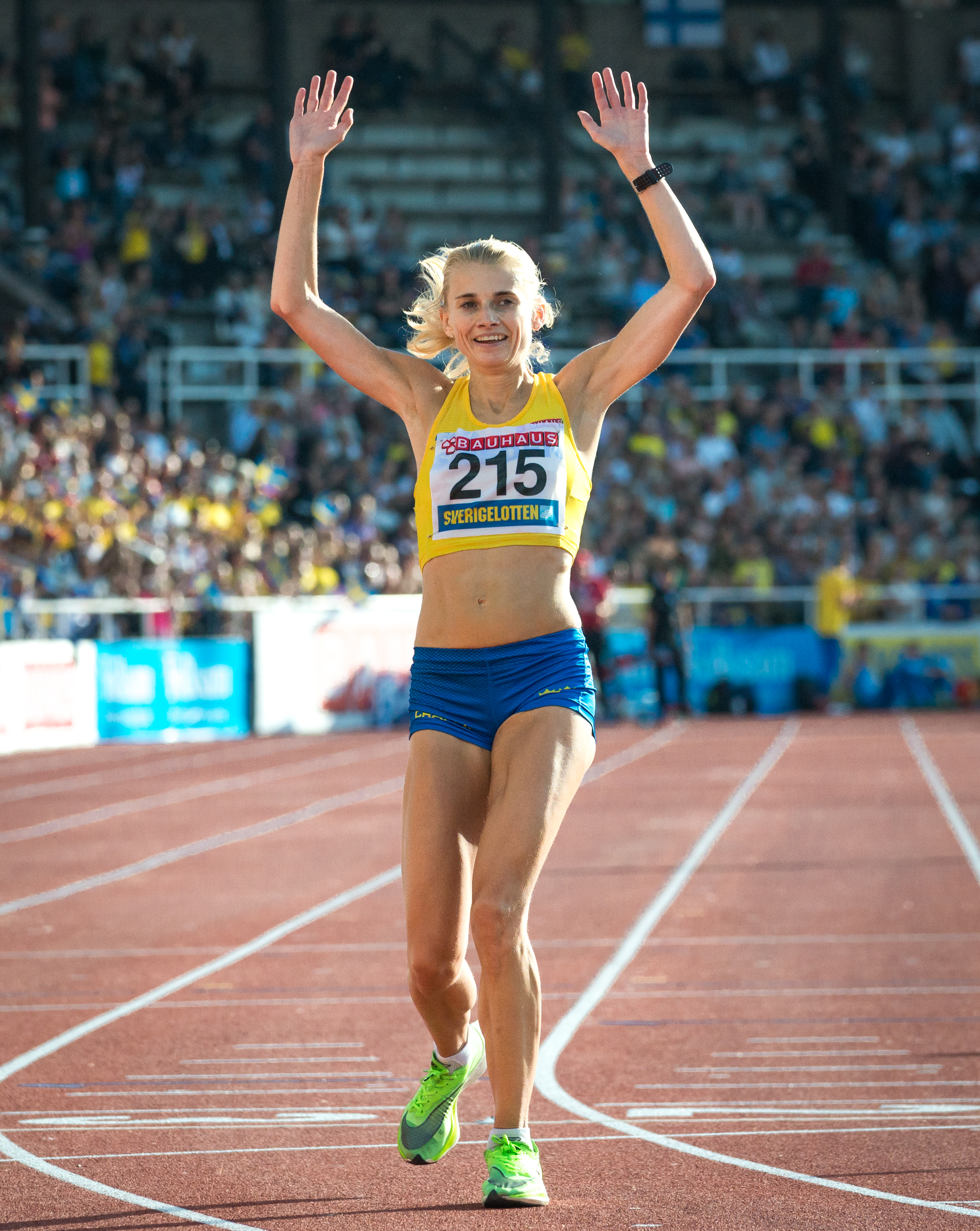
Hanna Lindholm går i mål som segrare på 10 000 meter med tiden 33.40,22 under Finnkampen på Stockholms stadion i augusti 2019.

Hanna Lindholm, född 28 november 1979, är en svensk långdistanslöpare.

## Karriär
Hanna Lindholm provade på maraton på allvar första gången vid Hamburgs maraton i maj 2014. Härvid förbättrade hon sitt personrekord från 4:10.59 till 2:45.42. Detta gjorde att hon blev aktuell för deltagande vid det kommande EM senare denna säsong. När sedan Isabellah Andersson, som redan var uttagen, tackade nej till deltagande på grund av skadeproblem fick Lindholm delta. Vid EM i Zürich i mitten av augusti 2014 deltog hon i maratonloppet och kom då med personbästatiden 2:44.05 på plats 42.
Hon slog till med en kanontid på Hamburgs marathon i april 2019 med tiden 2:29.35 vilket gjorde henne till den näst snabbaste svenska maratonlöparen någonsin efter Isabellah Andersson. I augusti 2019 vann hon Tjejmilen.

## Personliga rekord
| Utomhus - 800 meter – 2.17,28 (Sollentuna, Sverige 9 juli 2012) - 1 500 meter – 4.32,08 (Huddinge, Sverige 29 maj 2021) - 3 000 meter – 9.57,37 (Sollentuna, Sverige 7 juni 2013) - 5 000 meter – 16.31,70 (Halmstad, Sverige 29 juni 2021) - 10 000 meter – 33.40,22 (Stockholm, Sverige 24 augusti 2019) - 10 km landsväg – 32.54 (Bålsta, Sverige 1 maj 2021) - Halvmaraton – 1:11.15 (Berlin, Tyskland 3 april 2022) - Maraton – 2:28.59 (Sevilla, Spanien 23 februari 2020) | Inomhus - 800 meter – 2.19,04 (Huddinge, Sverige 19 januari 2013) - 1 500 meter – 4.34,08 (Sätra, Sverige 3 februari 2013) - 3 000 meter – 9.38,68 (Norrköping, Sverige 16 februari 2019) |